# Rags
Rags er en amerikansk stumfilm fra 1915 af James Kirkwood.

## Medvirkende
- Mary Pickford som Rags / Alice McCloud.
- Marshall Neilan som Keith Duncan.
- Joseph Manning som John Hardesty.
- J. Farrell MacDonald som Paul Ferguson.